# Angora turc
Pour les articles homonymes, voir Angora (homonymie).
L'Angora turc est une race de chats à poils mi-longs originaire de Turquie. Ce chat est caractérisé par sa robe à poils mi-longs très soyeuse et sans sous-poils, et une silhouette fine et élancée qui le classe dans la catégorie des chats foreign comme l'abyssin ou le bleu russe. Race de chat très ancienne, l'angora turc est à l'origine de l'ensemble des races à poils longs (persan) et mi-longs (norvégien, maine coon, etc.) présents en Europe et en Amérique.
Race naturelle ayant connu un très grand succès au XVIIIe siècle, ce chat de taille moyenne est actuellement encore peu connu, malgré de grandes qualités esthétiques et de caractère.

## Origines
« La destinée des Angoras Turcs est passionnante car elle témoigne de l’histoire en général et de l’histoire du chat de race en particulier » (extrait du site du LOOF).
Ce chat est connu en Orient depuis plus de 2 000 ans. L'angora turc était déjà décrit chez les Romains, ainsi Auguste Octave, premier empereur de Rome décrivait sa chatte blanche aux yeux or « comme délicate et raffinée, noble et indépendante d'esprit ». Les angoras turcs blancs étaient notamment possédés par les riches marchands qui voyaient en eux un symbole de pureté, de finesse et de richesse. Il est le premier chat à poil long arrivé en Europe. Le nom de ce chat provient de l'ancien nom de la capitale de la Turquie, appelée aujourd’hui Ankara. Il donnera son nom à l'ensemble des animaux « angoras », c'est-à-dire à poil mi-long (par exemple, le lapin angora). 

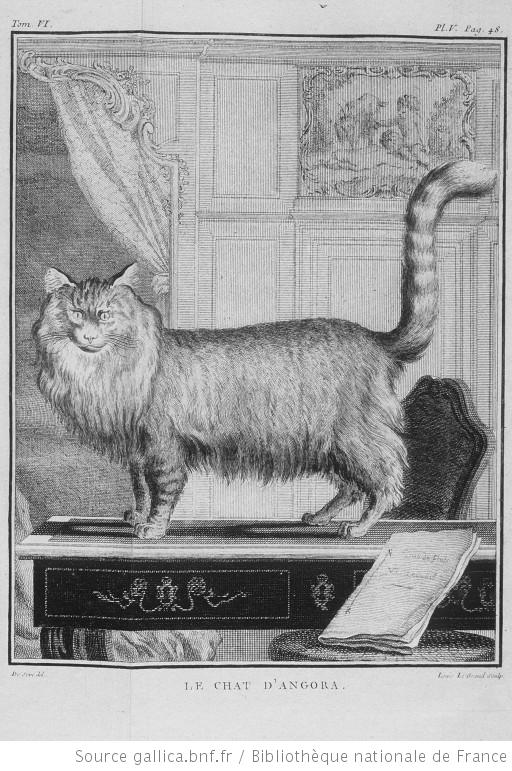
Le Chat d'Angora, illustration de L’Histoire Naturelle, générale et particulière, avec la description du Cabinet du Roi.

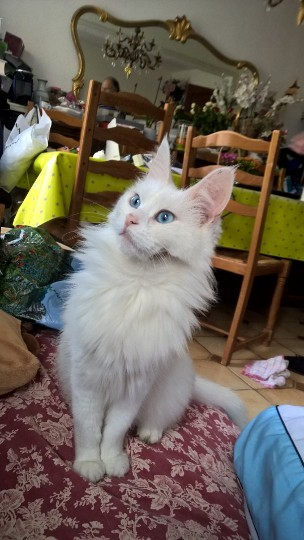
Chatte angora turc blanc primée, prénom : Maui.

Au XVIIe siècle (aux environs de 1620), l'explorateur italien Pietro Della Valle, intrigué par cette race, est le premier à les décrire. Le naturaliste français Fabri en ramène alors quelques spécimens de Turquie et devient ainsi le premier éleveur de la race en Europe. Contrairement à ce qu'on pourrait penser, ce chat ne provient pas que de Turquie : en effet, à cette époque, certains sont aussi originaires de Syrie et d'Iran. Il est l'objet de description scientifique dès 1756, notamment par le naturaliste Buffon dans son Histoire naturelle : « Le chat d'angora tout blanc et à longs poils ».
Ce chat est dès lors très apprécié de toute l'aristocratie européenne et, notamment en France, à la cour. Richelieu en possédait quatorze, et les rois de Louis XIII à Louis XVI en possédaient également car ces chats représentaient un objet de luxe. Marie-Antoinette en possédait plusieurs et les envoya en Amérique avant d'être arrêtée. C'est ainsi que la race est arrivée dans le Nouveau Monde et a ensuite donné naissance au maine coon.
De grands auteurs parlent de lui : Linné, pour le distinguer du chat domestique et du chartreux, lui donne le nom de Cattus angorensis. De grands peintres l'ont représenté comme Bachelier ou encore Courbet dans son atelier du peintre

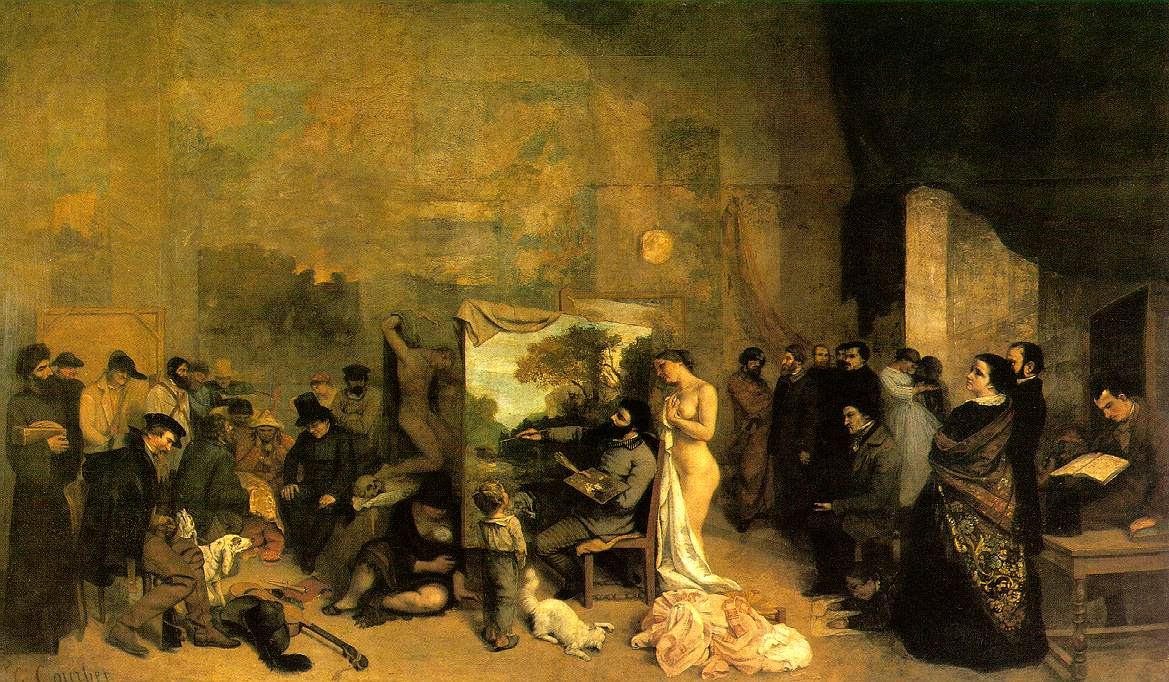
Atelier du peintre de Gustave Courbet.

En Angleterre, ce chat fut également très populaire. Au XIXe siècle, associé au british, il donne naissance au persan, auquel il transmet le gène responsable du poil long. Malheureusement, il est victime du grand succès de ce dernier. Il manqua ainsi de disparaître, et fut même en voie d'extinction après la Seconde Guerre mondiale. Les Turcs inquiets de voir la race disparaitre, décidèrent de la protéger et des spécimens furent accueillis au zoo d'Ankara.
Au milieu du XXe siècle, des éleveurs en Europe et aux États-Unis décidèrent d'importer des angoras turcs de Turquie, où la race est actuellement protégée. On retrouve parmi ces chats importés et ancêtres de nos angoras turcs, les chats Yildiz et Yildizcik provenant du zoo d'Ankara.
Dans les années 1970, cette race connut un véritable essor. Concrétisant cela, la Cat Fancier Association (CFA) enregistra les premiers sujets en 1970 et reconnut la race en 1973, ce que la Fédération internationale féline (FIFé) fit en 1988.
Cependant cette race reste relativement rare et peu connue de nos jours et est fortement concurrencée par des races plus récentes de chats à poils longs et mi-longs dont elle est pourtant à l'origine : norvégien, sibérien, maine coon, persan… Elle est toujours protégée au zoo d'Ankara où l'on peut encore voir des spécimens qui sont encore exportés pour enrichir les élevages du monde entier.
Il est à noter que l'angora turc est une race qui n'a pas été créée par l'homme même si celui-ci est intervenu pour en améliorer les caractéristiques : il s'agit d'une race naturelle.

## Standards

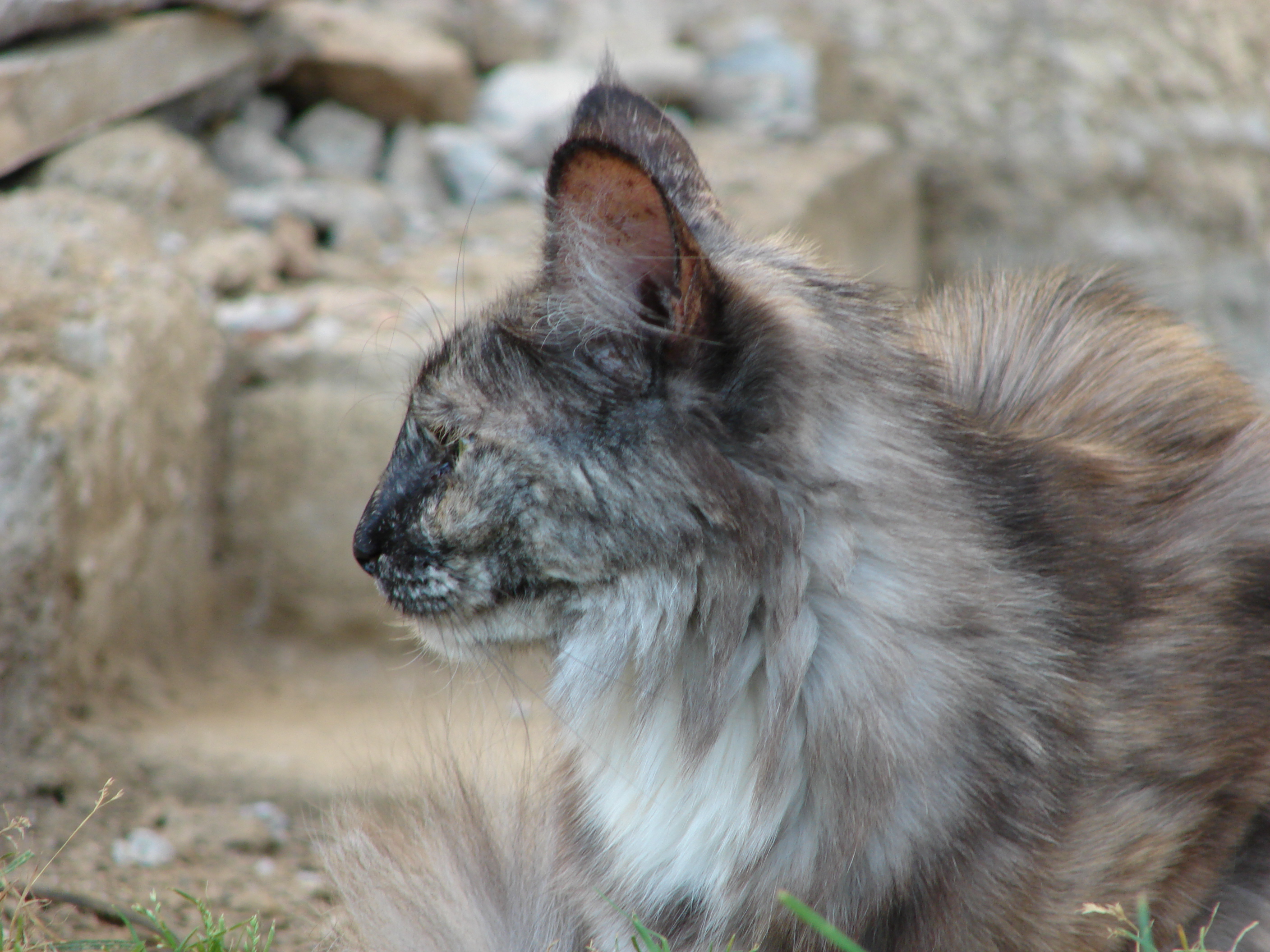
Le profil est formé de 2 lignes droites avec un angle ouvert.

Le standard a évolué depuis la première exposition féline en Angleterre à la fin du XIXe siècle. Le chat actuellement élevé à travers le monde, est plus fin, plus élégant, avec des oreilles plus grandes et plus haut placées que les chats du zoo d'Ankara.

### Tête
La tête est très harmonieuse, petite à moyenne et triangulaire, en s'effilant légèrement vers le menton. De profil, elle forme deux lignes droites, une qui va du dessus de la tête aux yeux et forme le front, l'autre va des yeux au nez. Ces deux lignes forment un angle très ouvert et la tête est ainsi relativement longue.
Le museau est à peine arrondi, tout en étant assez long et surtout sans pinch. Le nez quant à lui est de longueur moyenne, assez droit et sans break, avec un menton ferme et légèrement arrondi à sa verticale.

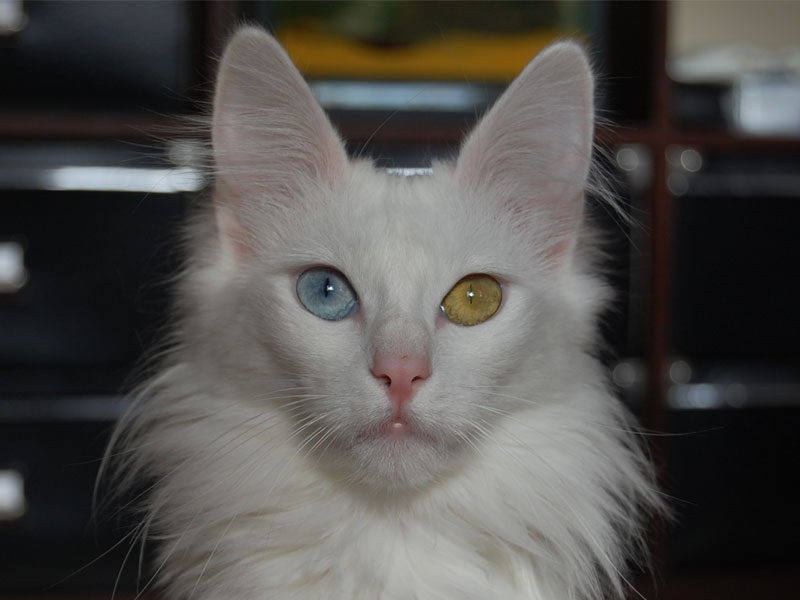
Les yeux sont grands et en amande : Angora turc aux yeux vairons.

### Yeux
Les yeux sont grands, en amande, placés légèrement en oblique et très expressifs. Ceux des premiers angoras turcs, ramenés de Turquie, étaient bleus ou impairs, avec un œil bleu et un orange ou vert. Désormais, toutes les couleurs sont acceptées.

### Oreilles
Les oreilles sont grandes et larges à la base. Elles se finissent légèrement en pointe et sont idéalement pourvues d'un plumet de lynx, élément caractéristique de la race. Les oreilles sont placées haut sur la tête et de manière verticale.

### Corps
Le cou, assez long et mince, est gracieux, tout comme son corps. Bien qu'ayant une ossature légère, il paraît plus gros du fait de son épaisse fourrure, et son poids varie de 2,5 à 5 kg environ. Ce chat foreign est fin et élégant. Le corps est long fin et musclé mais l'ossature doit rester fine. L'élégance du chat prime sur les autres caractéristiques.
Les pattes sont en harmonie avec le corps. Elles sont donc longues et fines terminées par de petits pieds ovales ou ronds, avec des touffes de poils entre les doigts. Les pattes de derrière sont légèrement plus longues que celles de devant.
La queue obéit aux mêmes règles de proportion. Elle est longue, plumeuse et effilée, et elle est fréquemment portée en panache comme une plume d'autruche.
Le mâle est un peu plus massif que la femelle.

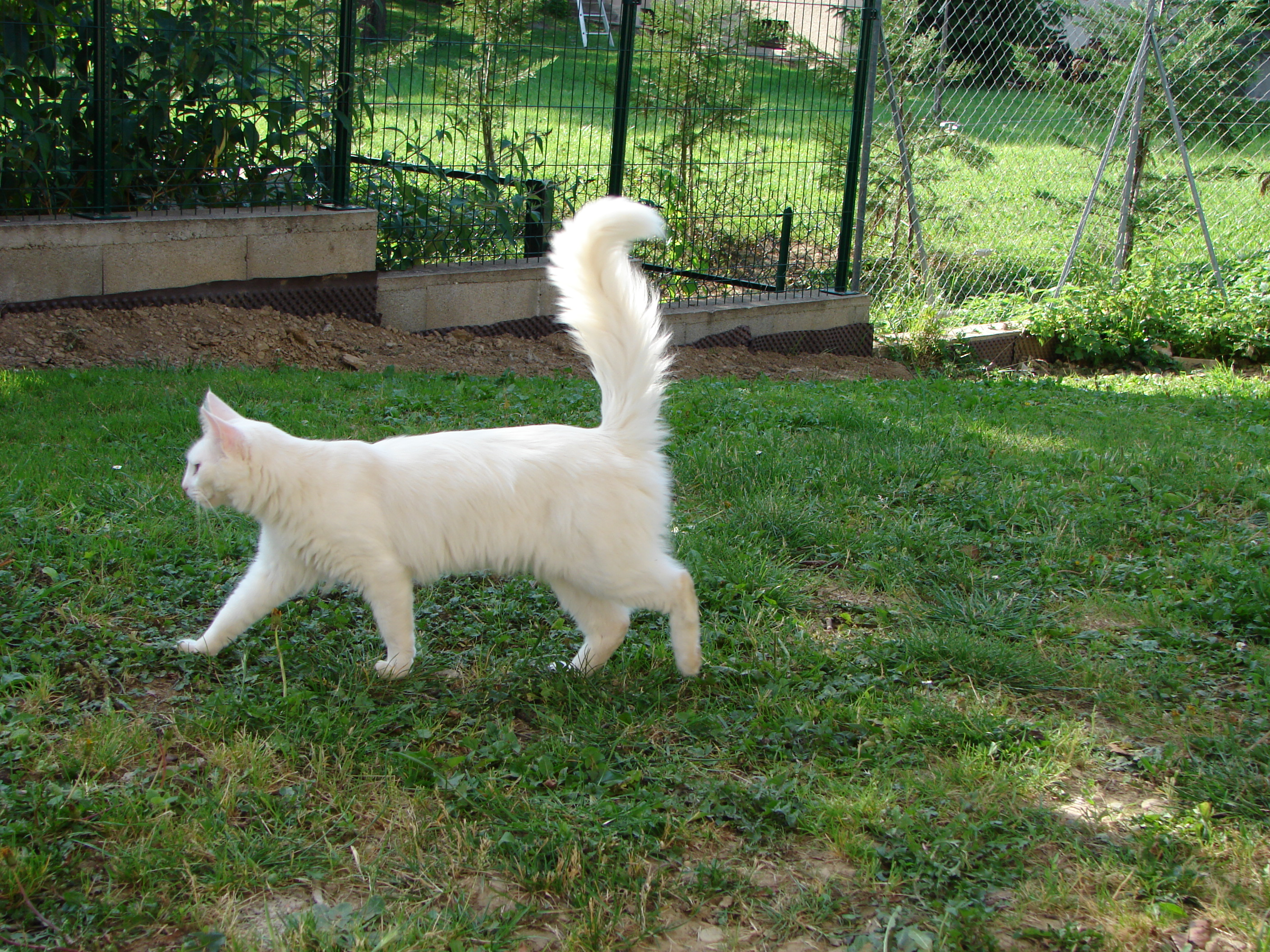
La queue est longue et vaporeuse.

Les poils sont mi-longs à longs sans sous poil. La texture du pelage est douce, fine et soyeuse. De plus, sa fourrure est plus longue et épaisse au niveau de la collerette (à partir de l'âge d'un an), des culottes et sous le ventre, où elle est en plus un peu ondulée. La robe est un des premiers critères du standard, elle doit être fine et soyeuse et vaporeuse. La collerette se développe vers l'âge de 1 an mais il faudra compter environ deux hivers pour qu'elle trouve toute sa dimension.

### Couleurs
Toutes les couleurs sont reconnues par le LOOF sauf le lilas, le cannelle, le chocolat, le faon et les motifs colourpoint, sépia et mink. La FIFé reconnait les mêmes couleurs. Certaines associations reconnaissent également le point pour le moment non reconnu en France par le LOOF et par la FIFé.
La couleur blanche a longtemps été emblématique de la race, et certaines associations comme la FIFé n'ont pas reconnu pendant longtemps d'autres couleurs. Les problèmes de surdité liés à des mariages entre chats blancs que cela a engendré a poussé à la reconnaissance des autres couleurs.
Il faut toutefois faire le constat que les angoras turcs blancs aux yeux bleus restent encore les plus appréciés y compris en exposition féline. Mais petit à petit, les angoras turcs de couleurs s'imposent sur les podiums.
Il est à noter qu'à la naissance certain chat de pelage blanc présente une petite tache de couleur grise plus ou moins large au-dessus de la tête entre les deux oreilles. Cette tâche s'estompe au bout d'un an en même temps le poil se forme et prend du volume autour de la crinière, sous le ventre et sur la queue. 
Diversité de couleurs chez l'angora turc : 

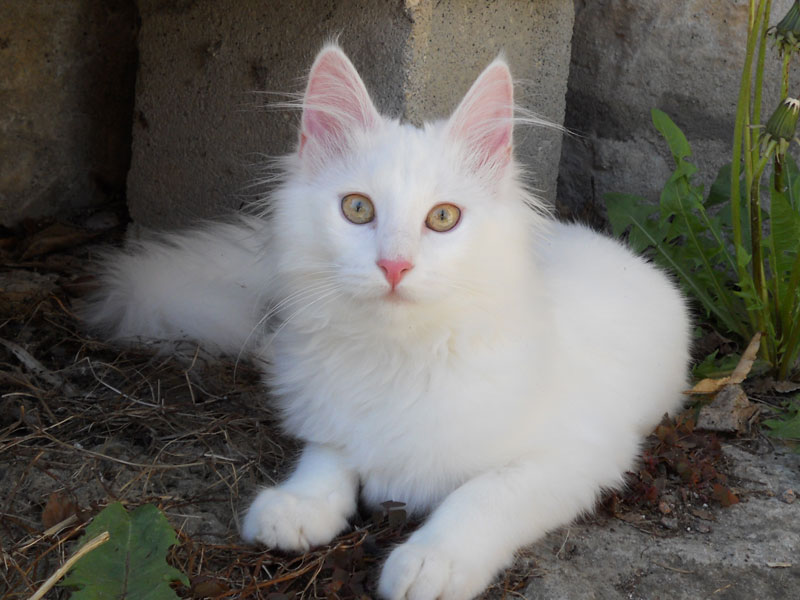
Angora turc blanc aux yeux ors.
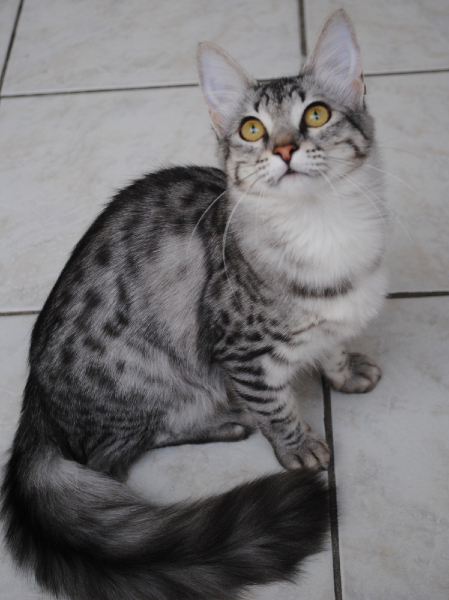
Angora Turc Black Silver Spotted Tabby.
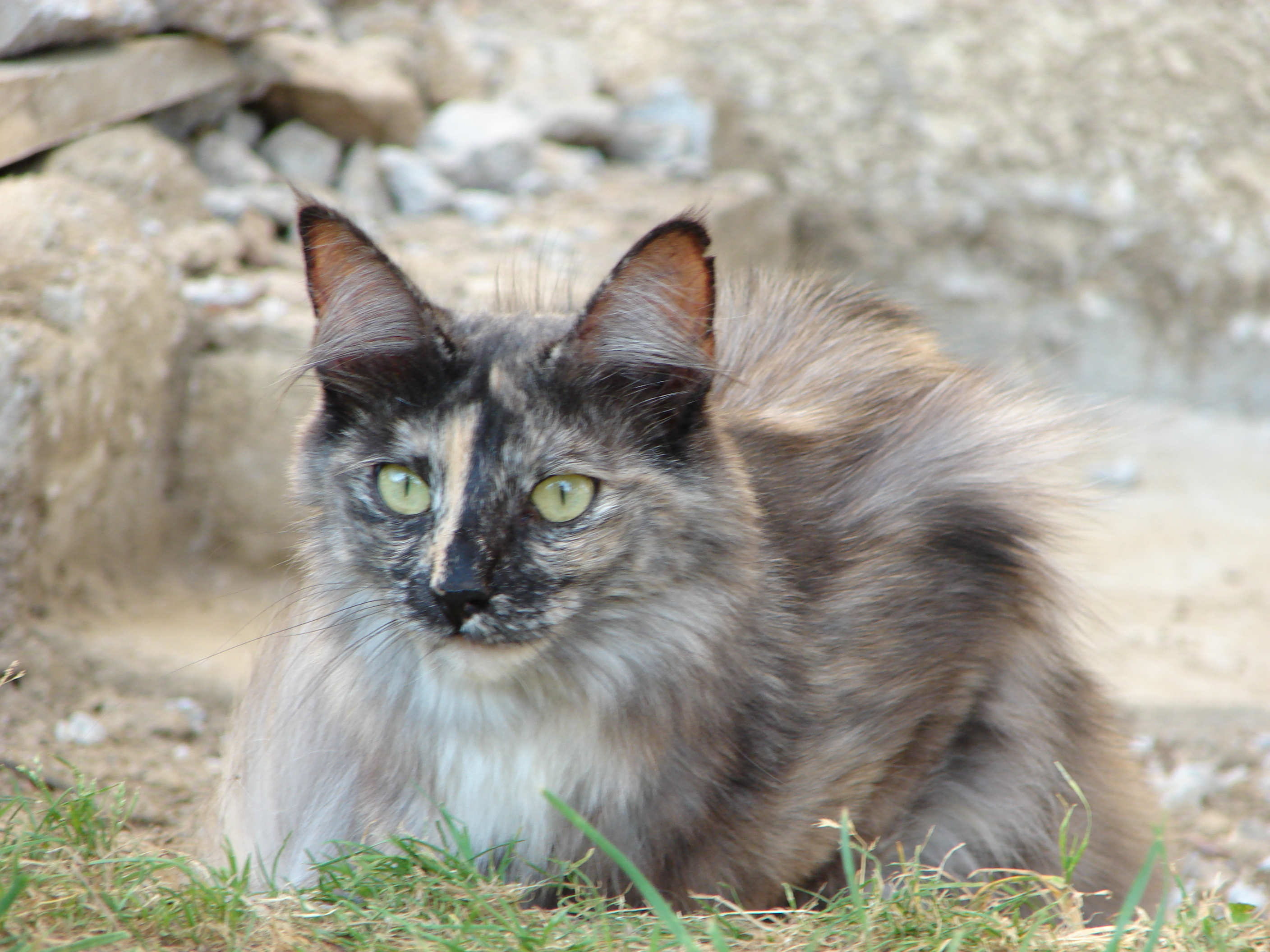
Angora turc black tortie smoke.
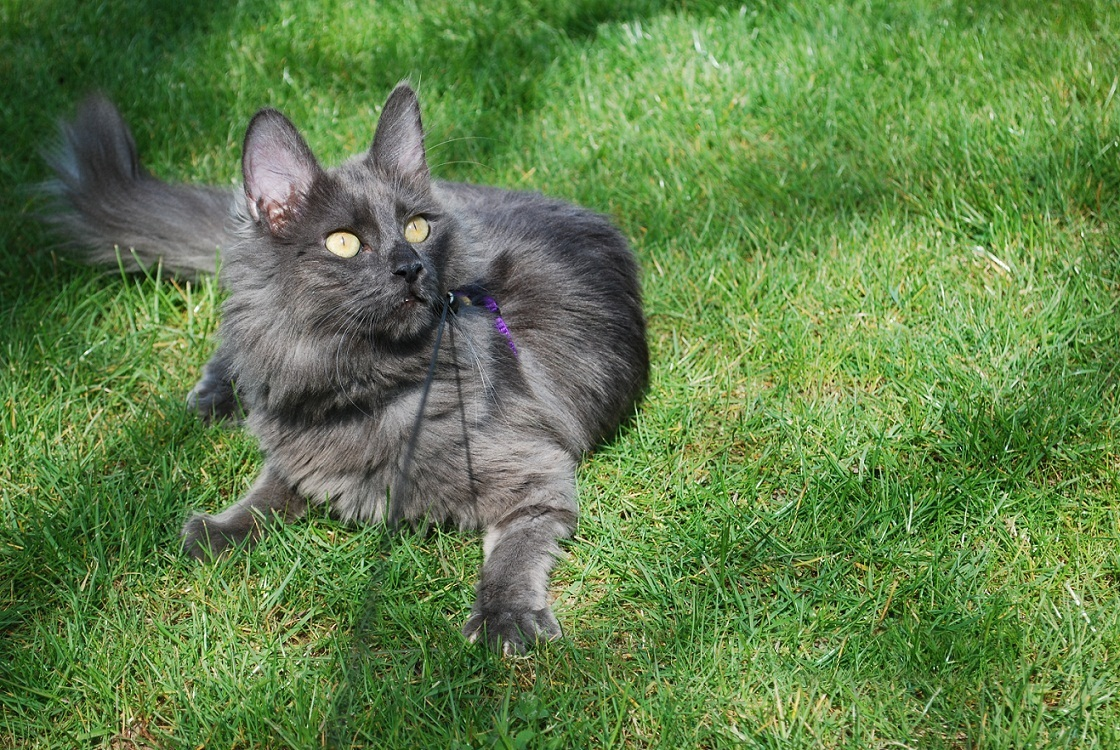
Angora turc bleu smoke.
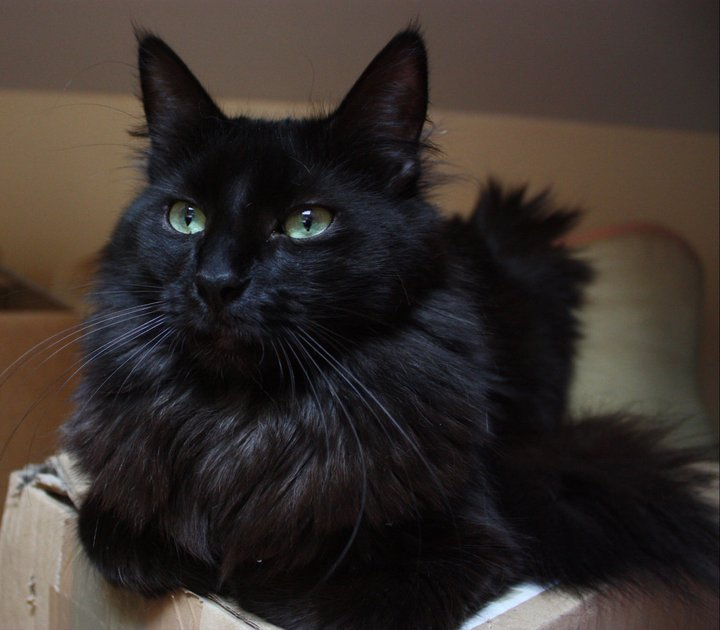
Angora turc noir.
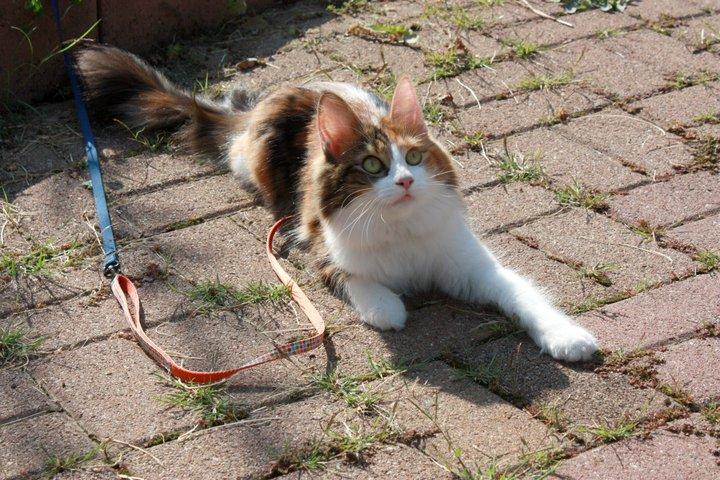
Angora turc black torbie and white.
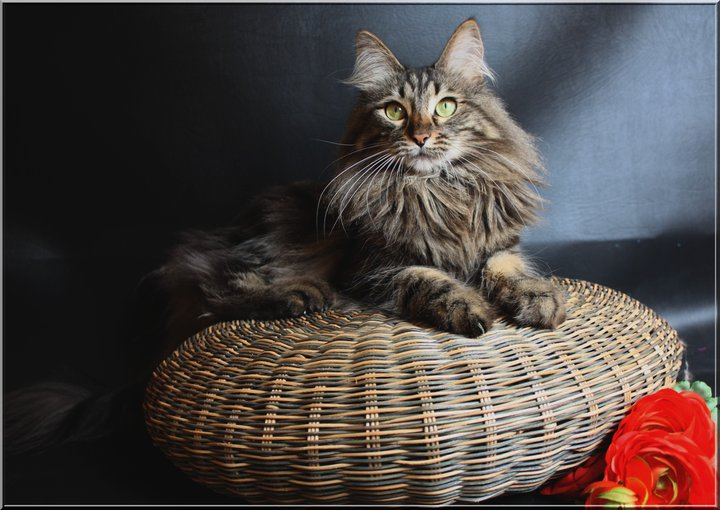
Angora turc brown blotched tabby.
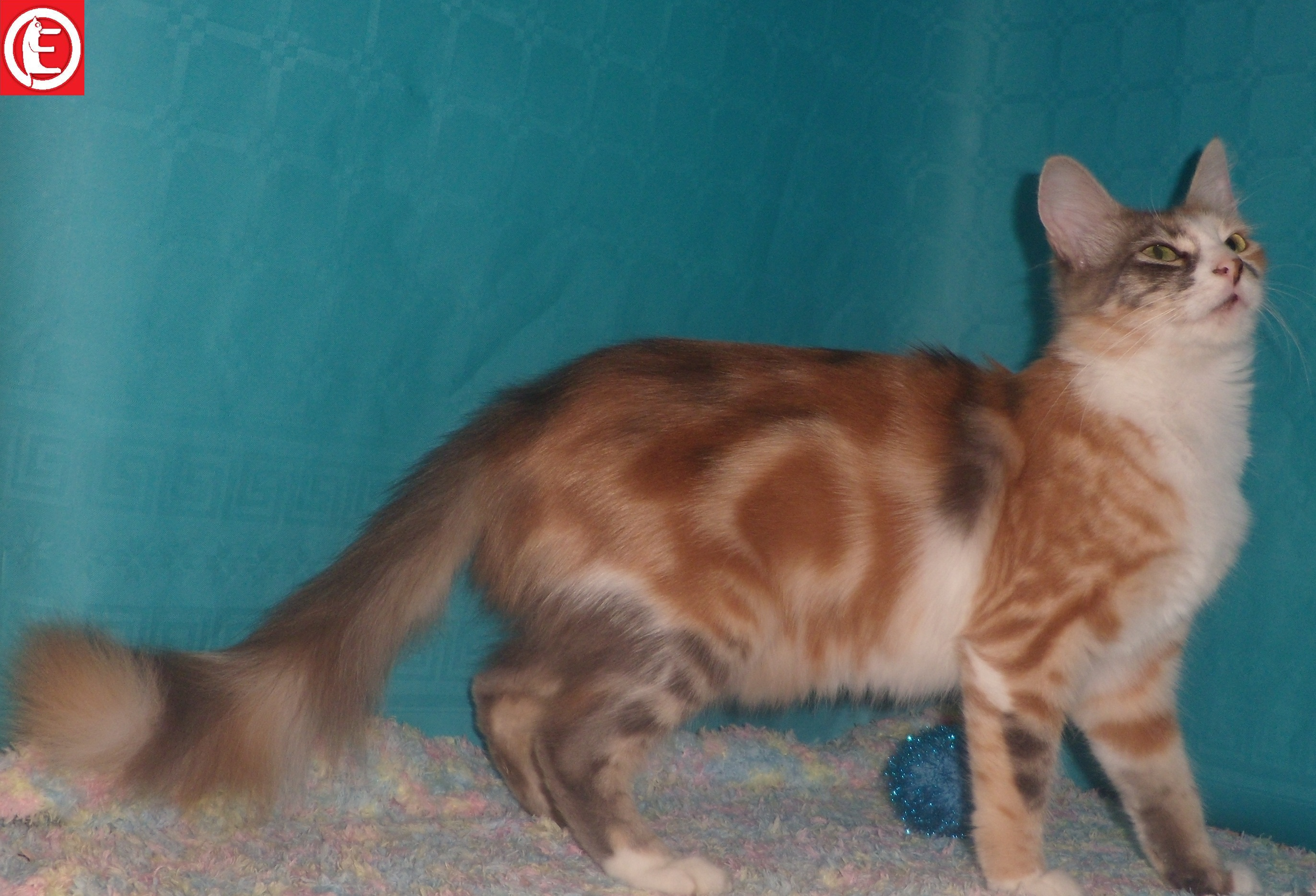
Angora turc bleue crème torbie et blanche.
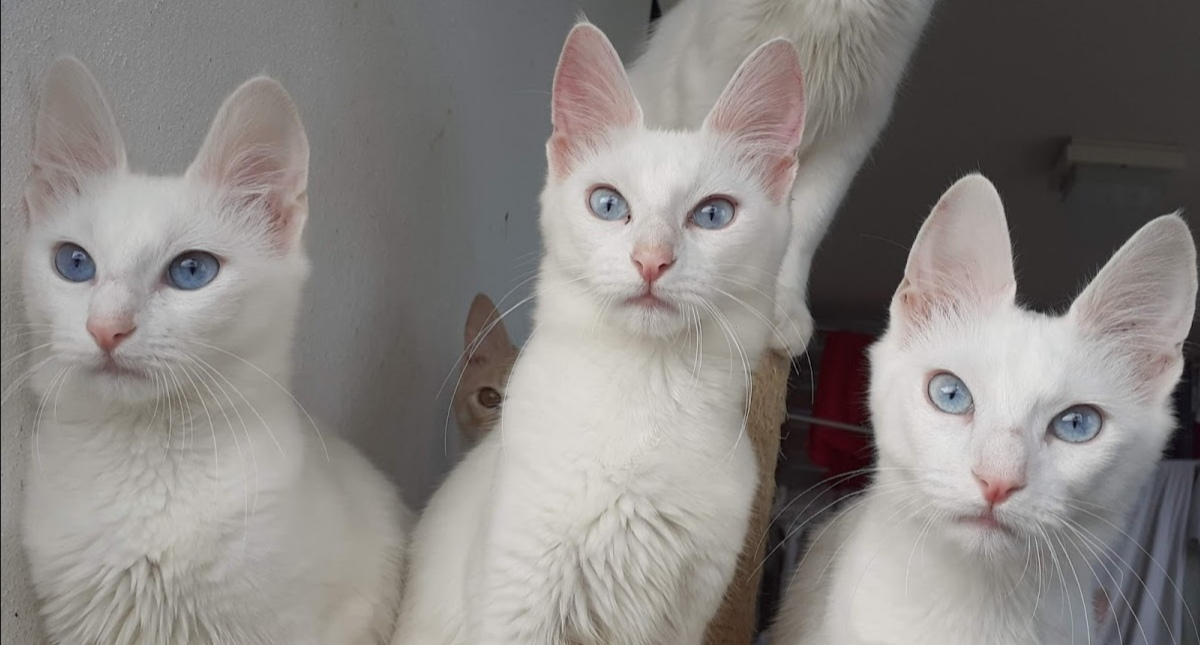
Angoras turcs blancs yeux bleus.
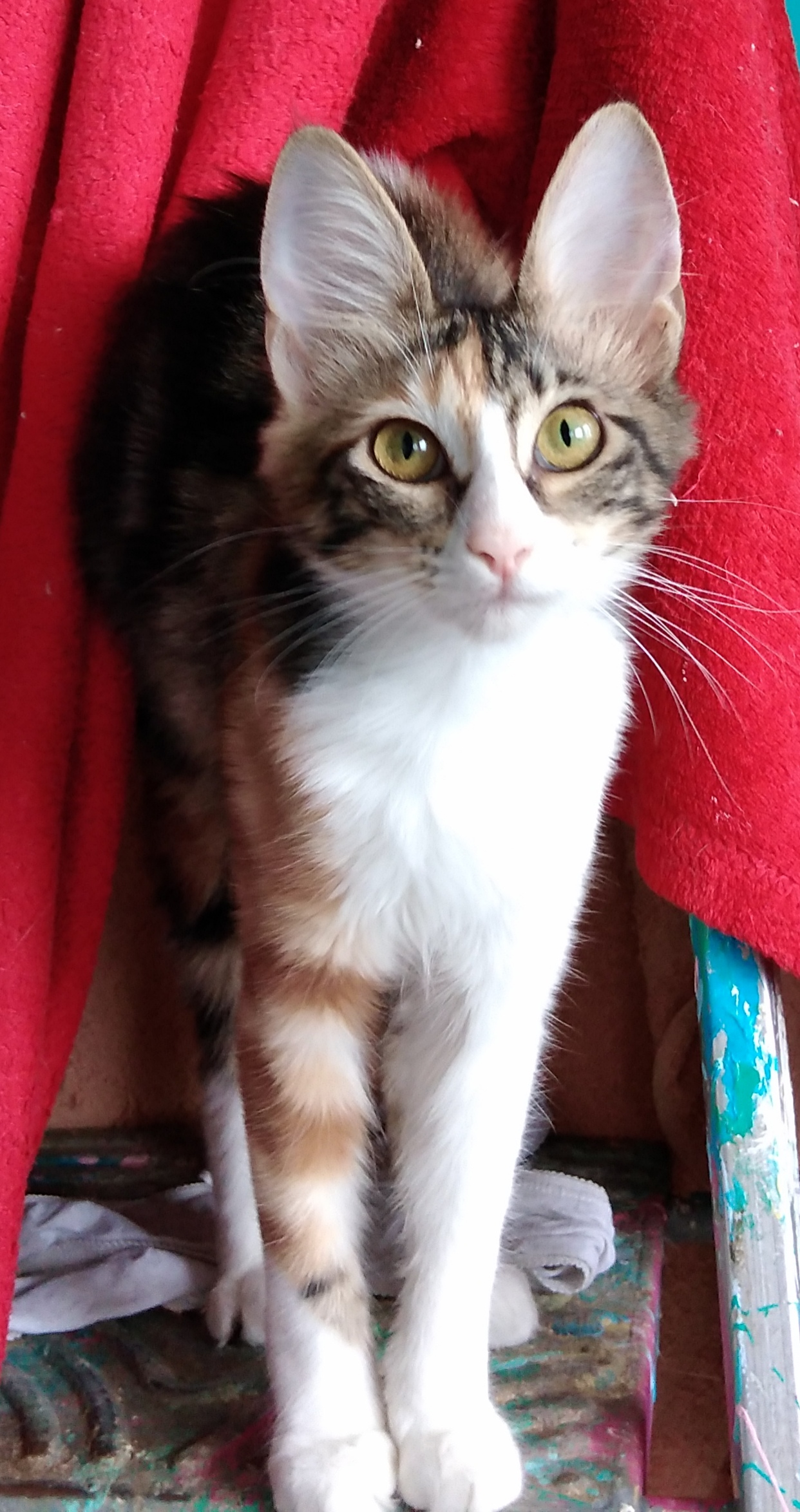
Angora turc Calico blotched.
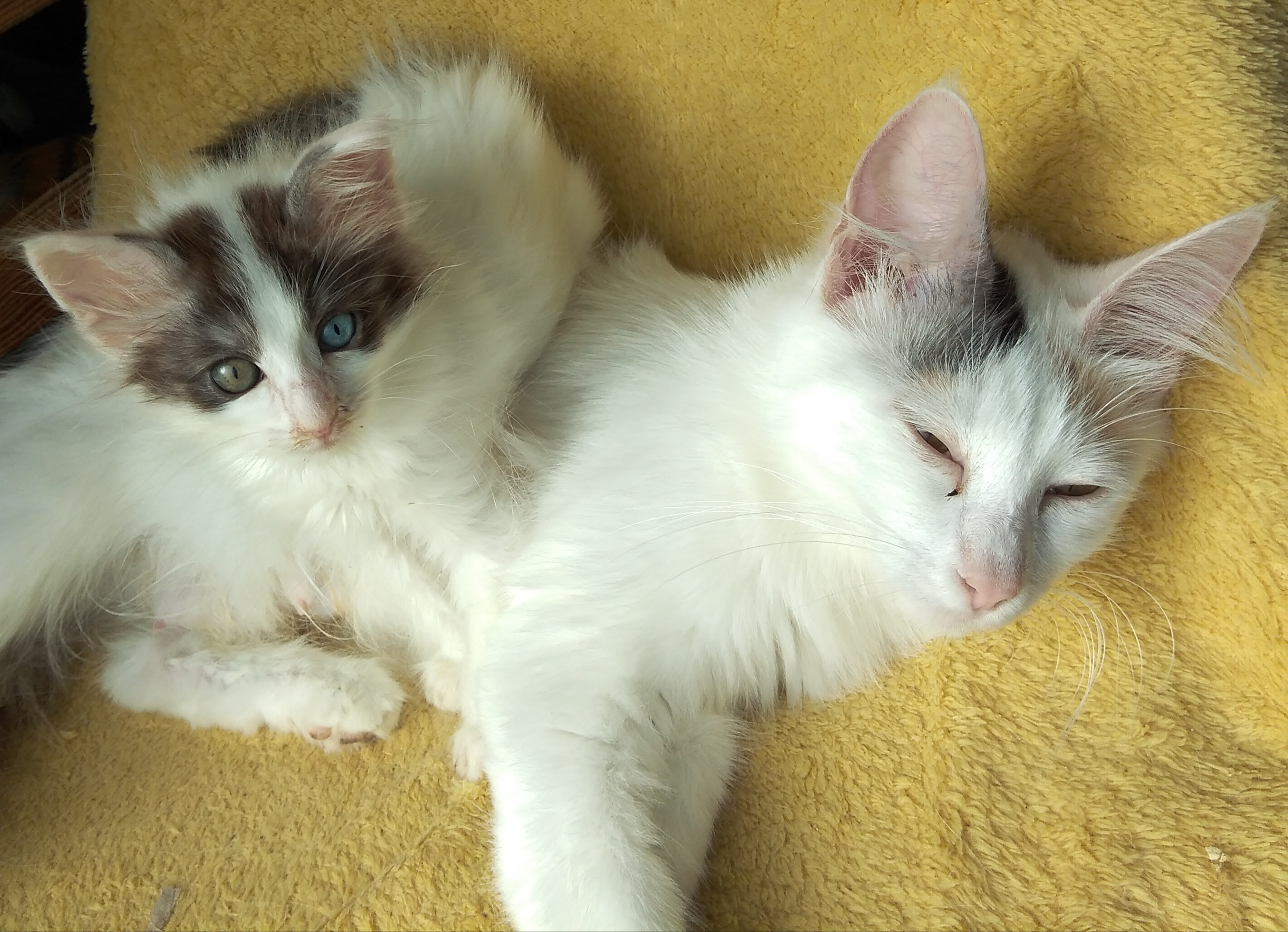
rares Angora turc couleur van yeux impairs.
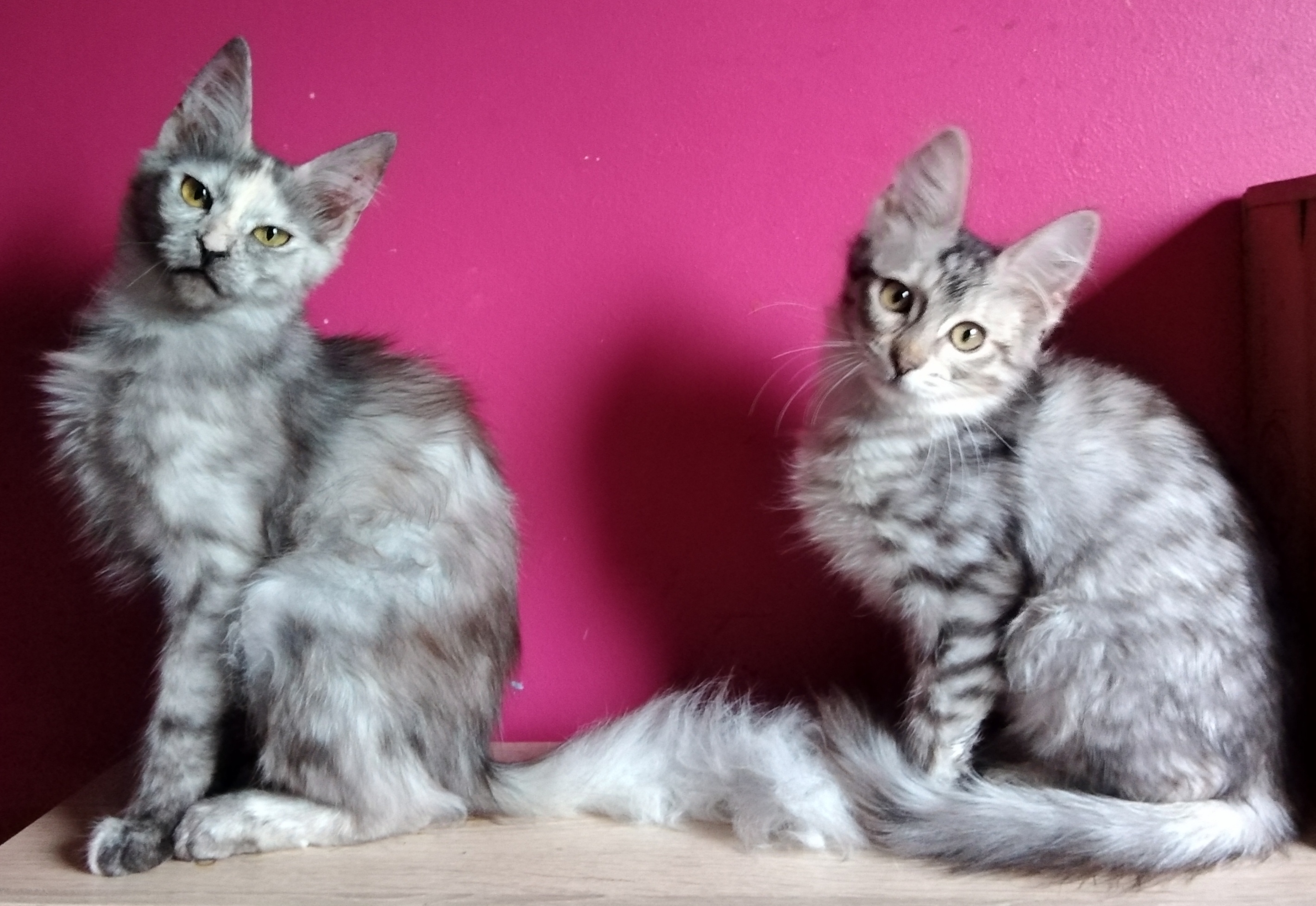
Angora turc silver tortie.
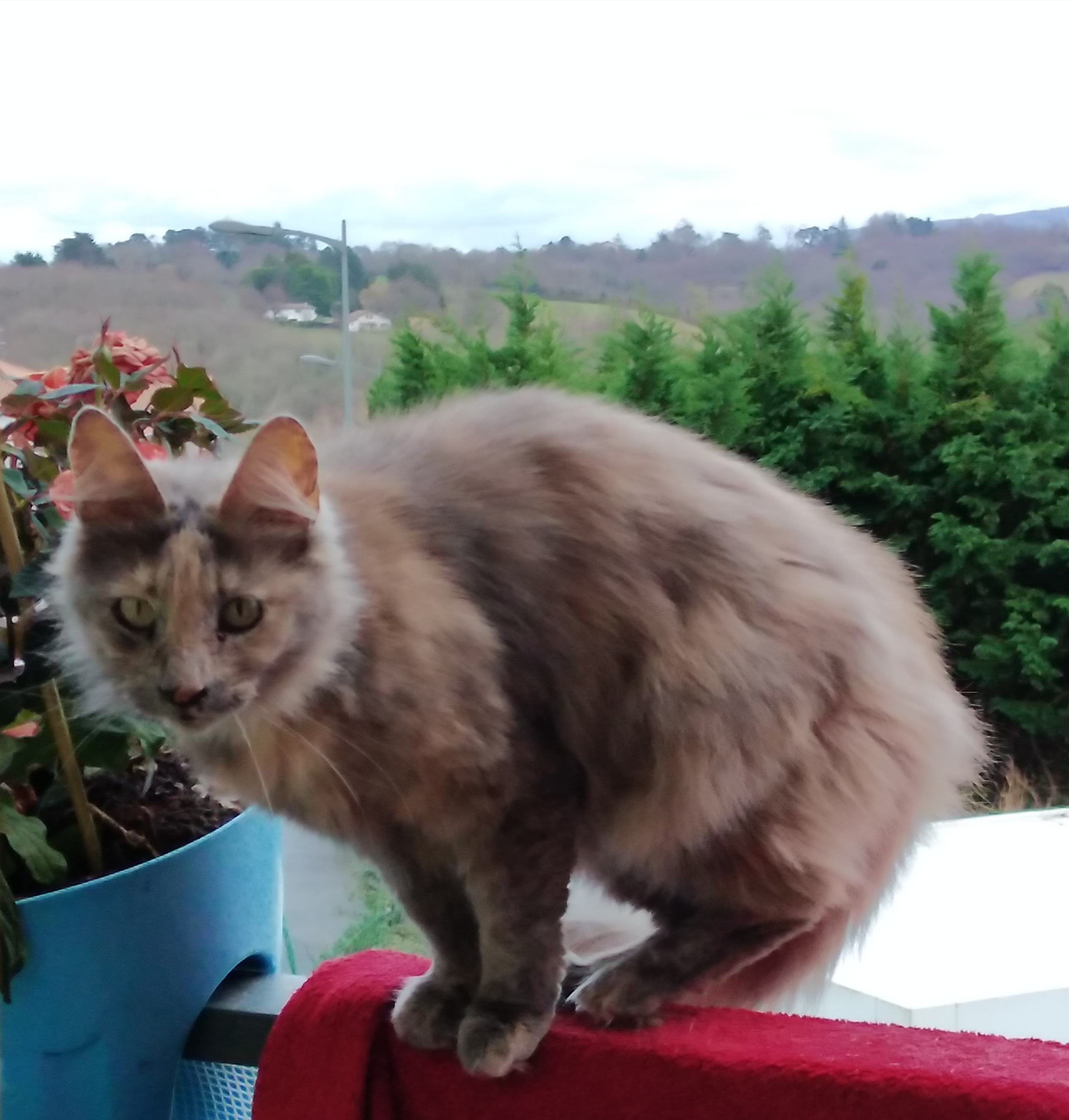
Angora turc blue crème.
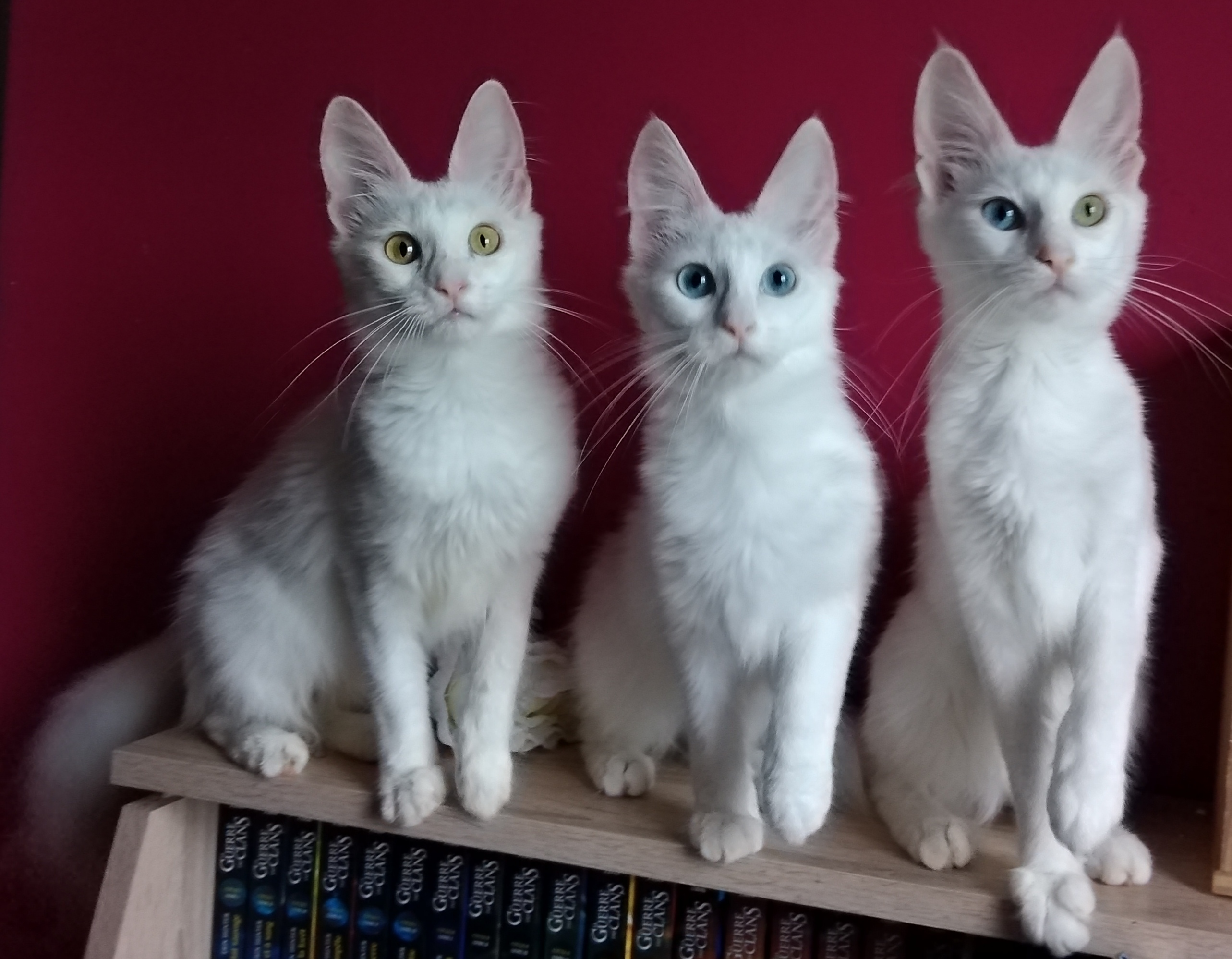
Angora turc blancs yeux ambre yeux bleus yeux impairs.
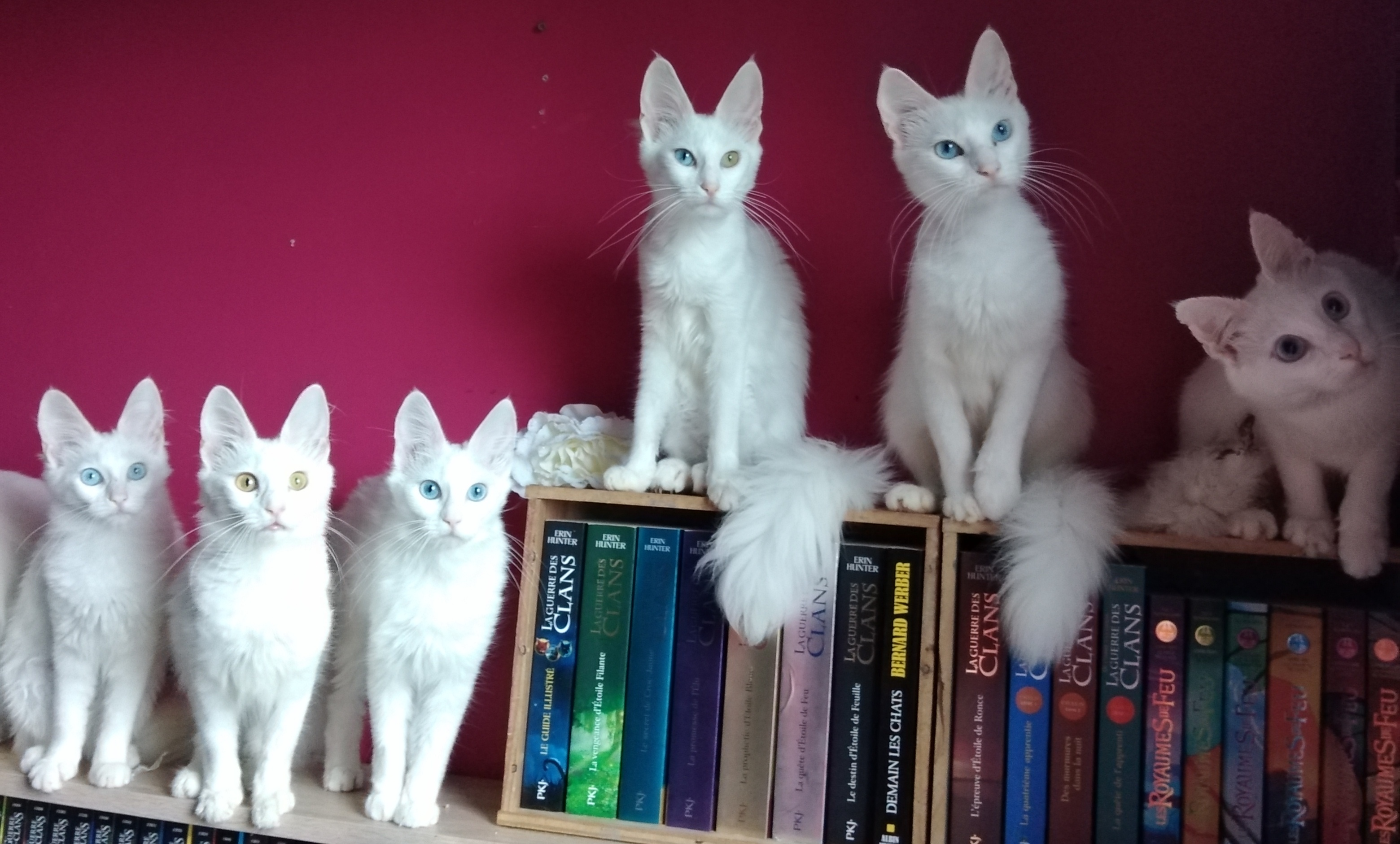
Angora turc toutes couleurs d'yeux.

### Évolution du standard
L'angora turc actuellement primé lors des expositions félines ne ressemble plus tellement au Catus angorensis décrit par les naturalistes il y a 250 ans.
Les éleveurs ont fait évoluer la race au cours des dernières décennies pour arriver au chat actuellement décrit par le standard des principales fédérations félines.

## Comportement
Le développement sexuel de l'angora turc est assez précoce avec une maturité sexuelle atteinte vers huit à dix mois. Ce chaton très joueur, le restera toute sa vie. Le comportement du chat dépendra également de la façon dont il a été élevé dès son plus jeune âge, et de la relation qu'il a eue avec sa mère et avec l'homme. Il est déconseillé de séparer un chaton de sa mère avant l'âge de trois mois, pour le futur équilibre du chat.

## Élevage

### Situation actuelle de l'élevage
Environ 220 à 230 chatons naissent en France chaque année selon les statistiques du LOOF. Ce nombre est relativement stable depuis dix ans puisqu'en moyenne ces dix dernières années, le nombre de chatons angora turc est de 200 par année.
Les portées sont en moyenne de 3,4 chatons (statistiques du LOOF).
Certains éleveurs privilégient un consanguinité pas trop élevée de la race pour conserver son côté "naturel" c'est-à-dire race non créée par l'homme. 
La moyenne de consanguinité de la race calculée par le LOOF sur 1 809 chatons est de 5,74 %.

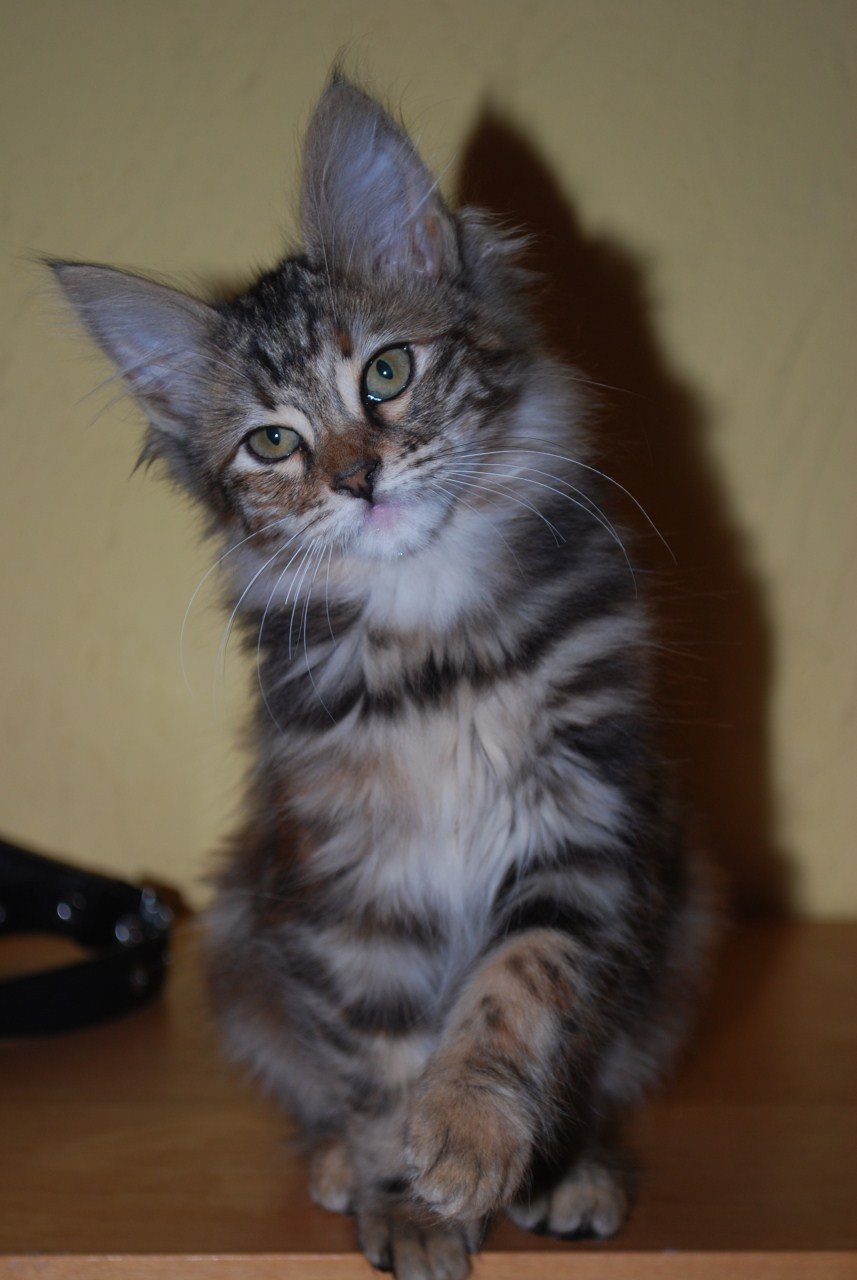
chaton angora turc torbie.

## Santé
Race non créée par l'homme, l'angora turc est robuste et ne connaît pas de problème de santé particulier. Son espérance de vie est de plus de quinze ans. Concernant son entretien, ce chat ne pose pas de problème particulier car il est dépourvu de sous-poil et contrairement aux autres races à poils mi-longs, ne fait pas de nœuds. Un brossage une fois par semaine en hiver à une fois par quinzaine en été est suffisant. Lors de la mue, on pourra éviter au chat d'ingérer trop de poils en se léchant, par un brossage plus fréquent.